# Pierre-Henri Dorie
Pierre-Henri Dorie (1839-1866) fue un misionero francés de la Sociedad de las Misiones Extranjeras de París, que fue martirizado in Corea en 1866. Su fiesta es el 7 de marzo, y también venerado con el resto de los ciento tres mártires coreanos el 20 de septiembre.

## Biografía
Pierre-Henri Dorie nació el 23 de septiembre de 1839 en Talmont-Saint-Hilaire.
Tras la detención y ejecución del Obispo Siméon-François Berneux el 7 de marzo de 1866, todos menos tres de los misioneros franceses en Corea también fueron capturados y ejecutados: entre ellos estaban el Obispo Antoine Daveluy, el Padre Just de Bretenières, el Padre Louis Beaulieu, el Padre Dorie, el Padre Pierre Aumaître, el Padre Martin-Luc Huin, todos ellos miembros de la Sociedad de las Misiones Extranjeras de París.
Las persecuciones desecadenarían la Campaña francesa contra Corea de octubre a noviembre de 1866.
Al igual que los otros mártires, Pierre-Henri Dorie fue canonizado por el Papa Juan Pablo II con el nombre de Pedro Enrique Doria.